# Prosper-Claude-Ignace-Constant Brugière de Barante
Pour les articles homonymes, voir Barante.
Prosper-Claude-Ignace-Constant Brugière, baron de Barante (27 août 1816, Paris - 9 mai 1889, Paris), est un homme politique français.

## Biographie

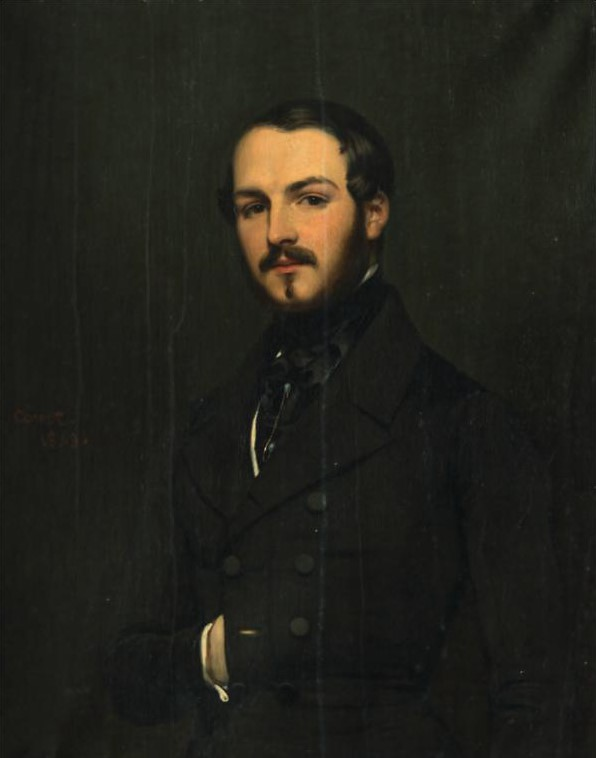
Joseph-Désiré Court, Portrait de Prosper Claude Ignace Constant Brugière de Barante, 1843

Fils de Prosper de Barante et de Césarine d'Houdetot, il est issu d'une ancienne famille d'auvergne.
Il débute dans la diplomatie en 1837 comme attaché d'ambassade à Saint-Pétersbourg auprès de son père, puis fut attaché au cabinet de Narcisse-Achille de Salvandy, ministre de l'Instruction publique, et nommé sous-préfet à Boussac, puis à Autun (1842), et chevalier de la Légion d'honneur en 1844. Préfet de l'Ardèche l'année suivante, il démissionne à la Révolution française de 1848 et rentre dans la vie privée jusqu'en 1863, date à laquelle il accepta le mandat de conseiller général du canton de Saint-Rémy (Puy-de-Dôme).
Le 1er juin de la même année, il se présenta sans succès à la députation comme candidat de l’opposition, mais fut plus heureux aux élections du 24 mai 1869. Il siège au centre gauche et signa l'interpellation des 116, sur la nécessité de donner satisfaction aux sentiments du pays en l'associant d'une manière plus directe à la direction de ses affaires par la constitution d'un ministère responsable, et le droit pour le Corps législatif de régler les conditions organiques de ses travaux et ses communications avec le gouvernement (juillet 1869). Cette interpellation amena le senatus-consulte libéral du 8 septembre.
Réélu, le 8 février 1871, à l'Assemblée de Bordeaux, il prend place au centre droit, vote pour les prières publiques, pour l'abrogation des lois d'exil (1871), pour l'acceptation de la démission de Thiers, pour l'arrêté contre les enterrements civils, pour la prorogation des pouvoirs du maréchal de Mac-Mahon (1873), pour le ministère de Broglie, contre la dissolution de l'Assemblée (1874), contre l'amendement Wallon (1875).
Le 30 janvier 1876, Barante, rallié à la Constitution, est élu sénateur du Puy-de-Dôme.
Lors de la crise du 16 mai 1877, il vote la dissolution de la Chambre demandée par le ministère Albert de Broglie, et n'est pas réélu au renouvellement sénatorial de 1882.
Il était président honoraire de la Société de secours mutuels de Thiers, et administrateur de la Compagnie de l'Est.

### Mariage et descendance
Il épouse :
1. à Paris le 27 juin 1846 Jeannette Marion Cook (Albany, 1826 - Paris, 20 avril 1847), sans descendance ;
2. à Paris le 6 avril 1850 Lucie Elisabeth de Montozon (1826-1895), fille de Charles Edouard de Montozon, pair de France, et de Félicité Delfosse.

Dont six enfants :
- Claude Antoine Félix Brugière de Barante, secrétaire général de la préfecture de l'Oise (1874), sous-préfet de Compiègne (1876-1877), (Lallaing, 4 juillet 1851 - Paris, 20 novembre 1925), marié en 1876 avec Louise Marguerite Le Bertre (1856-1935), dont postérité ;
- Jeanne Césarine Marguerite Brugière de Barante (Paris, 26 mars 1853 - Melun, 6 avril 1932), mariée à Paris le 5 juin 1872 avec Alfred Sommier, industriel sucrier, restaurateur du château de Vaux le vicomte (1835-1908), dont postérité ;
- Elisabeth Suzanne Adèle Louise Brugière de Barante (château de Barante, 14 mai 1858 - Jaligny sur Besbre, 4 janvier 1925), mariée à Paris le 23 janvier 1880 avec Paul Collas de Châtelperron (1855-1925), dont postérité ;
- Marie Suzanne Constance Brugière de Barante (château de Barante, 4 novembre 1863 - Etroussat, 23 novembre 1951), mariée à Paris le 18 février 1884 avec André Loisel de Douzon, maire d'Etroussat (1853-1902), dont postérité ;
- Constance Marie Sophie Brugière de Barante (Paris 8e, 3 mars 1866 - Paris 16e, 23 janvier 1958), mariée à Paris le 9 juin 1887 avec Henri Tassin de Montaigu (1863-1928), dont postérité ;
- Edouard Brugière de Barante (château de Barante, 18 août 1869 - Compiègne, 24 février 1962), marié à Paris le 24 février 1905 avec Antoinette de Chaponay (1881-1970), dont postérité[1].

### Source
- « Prosper-Claude-Ignace-Constant Brugière de Barante », dans Adolphe Robert et Gaston Cougny, Dictionnaire des parlementaires français, Edgar Bourloton, 1889-1891 [détail de l’édition] [texte sur Sycomore]